# Pengkol (Jatiroto)
Pengkol is een bestuurslaag in het regentschap Wonogiri van de provincie Midden-Java, Indonesië. Pengkol telt 2534 inwoners (volkstelling 2010).